# Bedřiška
Bedřiška est un prénom féminin tchèque pouvant désigner:

## Prénom
- Bedřiška Kulhavá (en) (née en 1931), athlète tchécoslovaque en demi-fond
- Bedřiška Winklerová (en) (née en 1932), survivante israélo-tchécoslovaque de l'Holocauste

## Référence
1. ↑  (en) « 10th Century Frisian Masculine Names », sur heraldry.sca.org (consulté le 28 décembre 2017)